# IC 1871
IC 1871 è una nebulosa a emissione visibile nella costellazione di Cassiopea.
Si individua nella parte orientale della costellazione e consiste in un luminoso addensamento sul bordo nordorientale della Nebulosa Anima; il periodo più indicato per la sua osservazione nel cielo serale ricade fra i mesi di settembre e febbraio ed è notevolmente facilitata per osservatori posti nelle regioni dell'emisfero boreale terrestre, dove si presenta circumpolare fino alle regioni temperate calde.
Costituisce una parte della grande Nebulosa Anima (IC 1848), nota anche come W5, situata sul Braccio di Perseo alla distanza di circa 2100 parsec (circa 6800 anni luce); di fatto coincide col punto in cui si intersecano le due componenti della grande nebulosa, W5-E, che è la sezione orientale, e W5-W, che corrisponde alla sezione occidentale. All'interno di diverse nubi situate nelle due sezioni W5-W e W5-E sono presenti dei gruppi di stelle con emissioni Hα, segno che la formazione stellare è attualmente attiva, in particolare sul lato direttamente esposto alla radiazione ultravioletta osservabile attualmente.